# تننت، کالیفرنیا
تننت (به انگلیسی: Tennant) یک منطقهٔ مسکونی در ایالات متحده آمریکا است که در شهرستان سیسکیو، کالیفرنیا واقع شده‌است. تننت ۰٫۶۲۹ کیلومتر مربع مساحت و ۴۱ نفر جمعیت دارد و ۱٬۴۶۲ متر بالاتر از سطح دریا واقع شده‌است.